# El cuento de la vida
El cuento de la vida es un cortometraje español de 2014 rodado en Almería. Está dirigido por Carmen Panadero Manjavacas y protagonizado por Nieve de Medina.

## Argumento
Antonia, que trabaja en una multinacional, y Enrique, un prestigioso abogado, son una pareja que llevan veinte años juntos. Sus vidas se han convertido en una rutina insoportable en la que discuten continuamente y no comparten casi nada.